# Erythranthe cardinalis
Erythranthe cardinalis är en gyckelblomsväxtart som först beskrevs av David Douglas och George Bentham och som fick sitt nu gällande namn av Édouard Spach.
Erythranthe cardinalis ingår i släktet Erythranthe och familjen gyckelblomsväxter. Inga underarter finns listade i Catalogue of Life.